# Arte dei Giudici e Notai

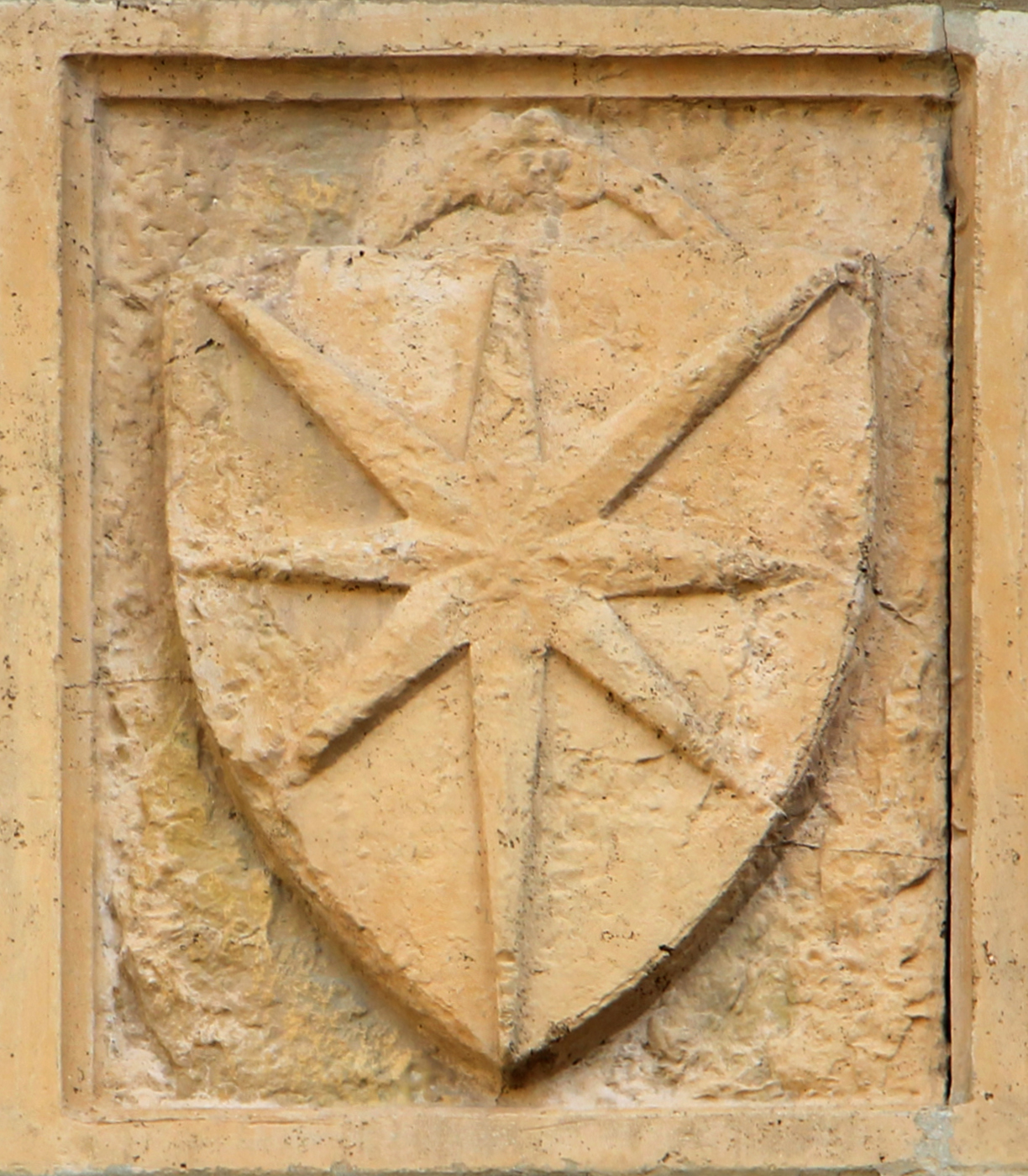
Médaillon de l'Arte à Orsanmichele

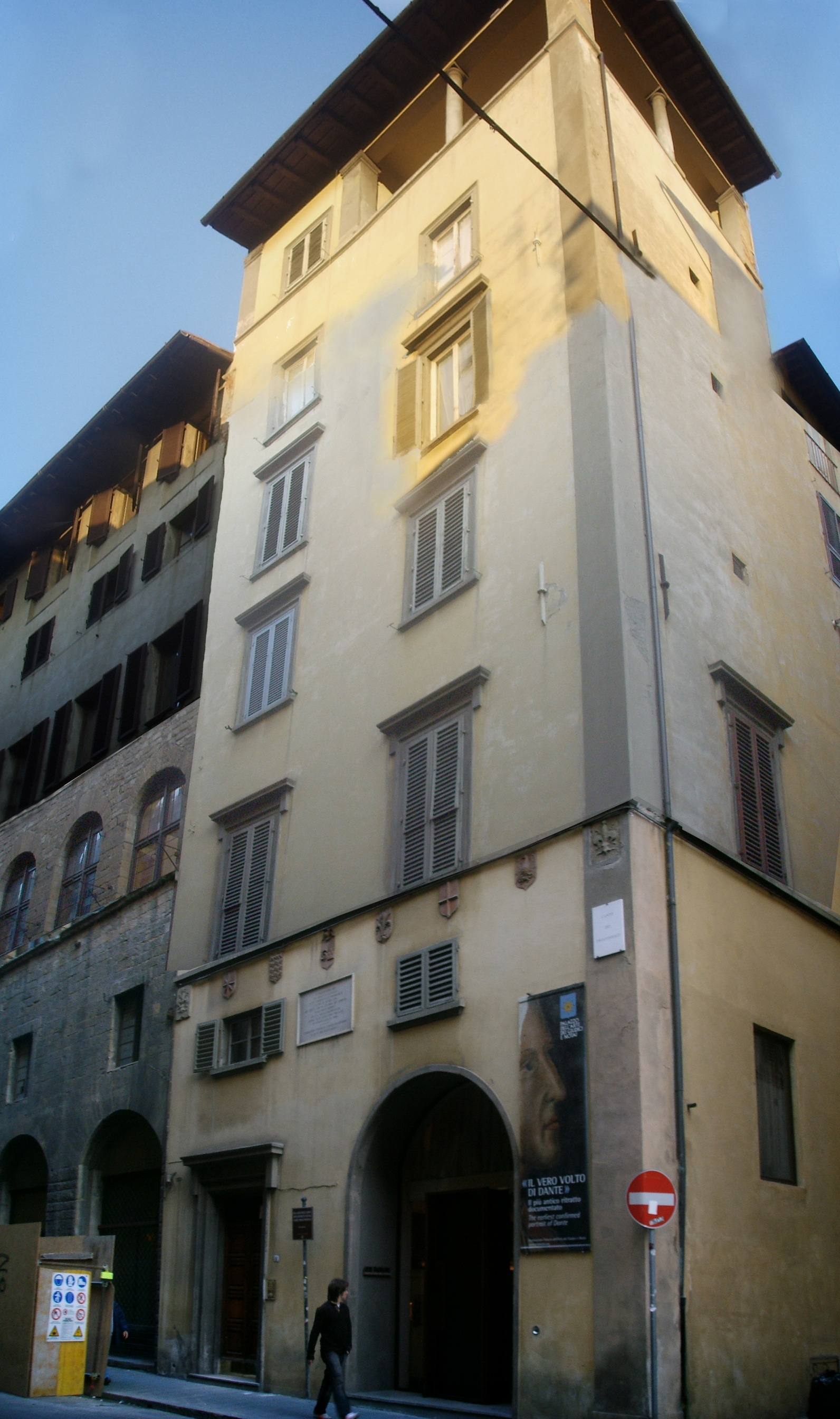
Palais de la guilde

L'Arte dei Giudici e Notai est une corporation des arts et métiers de la ville de Florence, l'un des sept  arts Majeurs des Arti di Firenze qui y œuvraient avant et pendant la Renaissance italienne.

## Membres de la corporation
Elle rassemble les juges et les notaires de la ville de Florence.

## Historique
Les premières information datées concernant cette corporation remontent à 1212 bien qu'elle n'exercât pas d'activités directement commerciales ; elle fut l'une des plus puissantes et prestigieuses de la ville. L'accès pour les nouveaux inscrits imposait une longue période d'apprentissage que seules les familles les plus riches pouvaient se permettre. De plus certains critères de sélection étaient imposés en plus de certaines qualités personnelles et morales : n'étaient pas admissibles, les Juifs, les fils illégitimes, les clercs peu instruits, et tous les  candidats  qui n'étaient pas ouvertement guelfes.
L'âge minimal pour accéder à l'Arte était de 20 ans (à 18 ans pour les fils de juge ou de notaire déjà inscrits). Les deux carrières étaient  de toutes façons bien distinctes, dès l'inscription, sans changement possible ensuite. En outre, les modalités d'admission à la corporation étaient différentes pour les deux catégories ; les juges, en étant docteurs en loi, devaient simplement verser la taxe d'inscription, pendant que les notaires devaient passer trois examens sévères pour vérifier leur aptitude.
La plus grande charge à l'intérieur de l'Arte était le Proconsolo, qui devait avoir au moins quarante ans, être inscrit de plus de vingt à la corporation et à avoir été déjà Consul. Le Proconsolo restait en place pour quatre mois et avait pour charge de résoudre toute éventuelle controverse parmi les membres et veiller à  la bonne conduite de la solution apportée ; seul le Collège des Consuls pouvait en expulser des membres. Ce Collège était composé de huit membres, de deux juges et de six notaires ; cette disparité apparente  représentait la répartition entre les membres inscrits par métier : les notaires  ont toujours été en nombre supérieur à celui des juges ; ainsi en 1339, il se comptait 80 juges et de 600 notaires sur une population qui rejoignait presque les cent mille habitants.
Dans le Trecento, le Proconsolo fut investi d'une autorité supérieure, en devenant le représentant des 21 corporations de Florence et la troisième charge plus importante de la Commune, après les Gonfalonniers de Justice et de la Signoria ;  il était choisi parmi les notaires pour ces mêmes raisons.
L'appartenance à cette catégorie était un signe réellement distinctif dans la société de l'époque, et cela se montrait autant dans l'habillement ; les juges, les avocats et les notaires portaient la guarnacca, un vêtement long de couleur rouge et un béret crème de la même couleur que les bordures de fourrure ; les juges étaient appelés  dominus, un terme déjà attribué aux chevaliers, pendant que les avocats et les notaires faisaient précéder leur nom  de ser (sieur). Au Cinquecento, Machiavel, utilisa encore ces appellations honorifiques dans un de ses dialogues  de  La Mandragore entre  Nicia et Callimaco, respectivement docteur en loi et avocat.
L'Arte dei Giudici e Notai a été supprimé, comme toutes les autres corporations de Florence en  1770 par le grand-duc  Pierre-Léopold de Lorraine, et les prérogatives de la corporation passèrent  au  Conservatore delle Leggi  puis au  Tribunale Supremo di Giustizia.

## Saint  patron
- Saint Luc représenté par une statue de Giambologna dans une des niches (tabernacoli) de l'église d'Orsanmichele.

## Membres illustres
- Brunetto Latini
- Coluccio Salutati
- Francesco Guicciardini.

## Sources
- (it) Cet article est partiellement ou en totalité issu de l’article de Wikipédia en italien intitulé « Arte dei Giudici e Notai » (voir la liste des auteurs).